# 鶴林寺 (大和市)
鶴林寺（かくりんじ）は、神奈川県大和市にある浄土宗の寺院。鎌倉光明寺の末寺であり、詳名は宝亀山寿翁院である。
境内には鶴鳴学舎（下鶴間学校）という公立小学校があった。

## 歴史
下鶴間宿を通る大山街道は、目黒川（境川の支流）を渡る付近で急な坂となる。その坂の登り口右手に不動明王を祀る堂（下鶴間不動尊）があり、数十段の石段を登っていくと不動堂の隣に鶴林寺が存在する
。
鶴林寺は詳名を「宝亀山寿翁院」といい、浄土宗に属する寺院である。『新編相模国風土記稿』巻之六十七 村里部 高座郡巻之九には「浄土宗鎌倉光明寺末 開山貞山覚智と云ふ、本尊弥陀を安ず」とある。
寺史の詳細については、不明である。寺伝によれば、創建年を1569年（永禄12年）とする。開山の貞山覚智は「聞蓮社見誉上人貞山覚智和尚」といい、1573年（天正元年）に死去したという。1784年（天明4年）、第17世住職澄園の時期に火災に遭って、本尊や書類を焼失した。1804年（文化元年）、第18世住職遵貞が再建を開始し、1817年（文化14年）江戸芝の増上寺から本尊などが1817年（文化14年）に贈られた。
1820年-1822年（文政3-5年）に本堂を再建した。しかし、1864年（文久4年）再度の火災に遭い、その際に村人たちによって本尊と須弥壇（1854年（嘉永7年）作）は持ち出されたが、本堂は焼失した。1874年（明治7年）、第21世住職常念の時、本堂が再建された。
鶴林寺には、一時期下鶴間学校の校舎が置かれていた。下鶴間学校は当初「鶴鳴学舎」という名で、1873年（明治6年）に下鶴間の伊沢藤八から貸家を校舎として借りて設立された公立の小学校であった。次いで1882年（明治15年）に下鶴間の観音寺（大和市下鶴間2240に現存）本堂を仮教場として移り、さらに鶴林寺の境内に校舎を建てて移転した。校舎は明治10年代後半に境内にあった「鶴栄座」という常設の芝居小屋が転用されたものであった。境内には学校跡を示す石碑が残されている。
1998年（平成10年）から2002年（平成14年）にかけて実施された社寺建築悉皆調査では、鐘楼堂が1717年（享保2年）で大和市域における寺院建築遺構の中で一番古いものである。前掲の『新編相模国風土記稿』では、「鐘楼 享保二年鋳造の鐘を掛く」との言及がある。この梵鐘は、1938年（昭和13年）に供出されたが、「享保三年酉稔」という年紀があり、鐘楼堂の建立より1年ほど後に鋳造されたものである。
現在は西側に新たな参道ができて境内まで車の出入りが可能になったため、2か所ある石段を利用する参詣客は少ない。なお、現存する本堂は第24世住職曽我高雄によって文政期の規模に戻して1974年（昭和49年）に再建されたもので、位置は前方に移っている。

## 境内

### 建造物
本堂
1974年（昭和49年）建立。鉄筋コンクリート銅板葺入母屋造。
不動堂
堂内に彩色された寄木造の不動明王像と二人の童子の像が安置されている。胎内に「施主覚書」と添状が納められており、造立が1684年（貞享元年）であることが記されている。
天神

蚕神
養蚕の神が祀られている。蚕神様または白神様といわれ1月14日に正月の行事として祭りが行われていたが、戦後の農業経営の変化による養蚕の衰退とともに祭りもなくなってしまった。
鐘楼と梵鐘
桁行1間、梁間1間、入母屋造、銅板葺
鐘楼は1717年（享保2年）建立で梵鐘の鋳造はその1年後であった。戦時中の金属供出により梵鐘が撤去されてしまったが、1950年（昭和25年）に新たに梵鐘が鋳造された。1974年（昭和49年）の本堂再建の際現在位置に曳き家され、その後の昭和50年代に波板鉄板葺から銅板に葺き替えられた。

### その他
参道
本堂に通じる参道、不動明王に通じる参道と2つの参道がある。
生地蔵
瀬沼伝右エ門家の養子嵩信が念仏修行のため諸国を巡って戻った後、自ら望んで生きながら埋葬され墓の中で息を引き取った。その菩提を弔うためこの地蔵を建立されたとされている。嵩信は「権律師」の位を与えられ、位牌が本堂に安置されている。
六地蔵

イチョウの木
江戸時代に植えられたとされる。目通り132センチメートル。
鶴間学校跡の碑
下鶴間における最初の学校として観音寺に鶴鳴学舎が開設され、その後村立鶴間学校と改名された。明治20年代中頃に鶴林寺境内に移転した。その後大和村立大和小学校となり古道（西鶴間）に移っていった。

## 文化財
本尊
鶴林寺は阿弥陀三尊を本尊とする。阿弥陀如来と両脇侍はいずれも江戸時代の作で、寄木造、玉眼嵌入、漆箔（1964年（昭和39年）修理）。中尊の阿弥陀如来は上品下生の来迎印を結ぶ。
その他の仏像
木造阿弥陀如来立像 1体 一木造、彫眼。上品下生の来迎印を結ぶ。江戸時代の素人作か。	　
木造地蔵菩薩立像 1体 寄木造、彫眼。右手首先が欠失。彫技はしっかりしているが、形式化して固い作風を示す。江戸時代の作。
木造不動明王および二童子 3体 江戸時代の作。寄木造、玉眼嵌入、彩色は新しい。形式化が目立つ作風で、衣文の刻みも浅い。
木造八臂弁財天坐像 江戸時代の作。寄木造、玉眼嵌入、彩色、頭上に宇賀神をいただく。像高10.7センチメートルと小型で、人形化した作風である。
木造善導大師像 江戸時代の作。寄木造、玉眼嵌入、彩色は新しい。念仏を唱える坐像。
木造法然上人坐像 寄木造で玉眼嵌入、彩色新しい。前出の善導大師像と同時期の作品。

## 年中行事
境内にある下鶴間不動尊では、毎年「初不動」にあたる1月28日に「だるま市」が開かれている。この行事は1960年（昭和35年）から縁起物のだるまをこの地でも購入できるようにと下鶴間連合自治会や大和商工会議所下鶴間支部、鶴林寺世話人会の協力によって行われる。
当日は午前10時に住職が不動尊で護摩を焚いて行事が始まる。出店では平塚市で作られている「相州だるま」が扱われている。

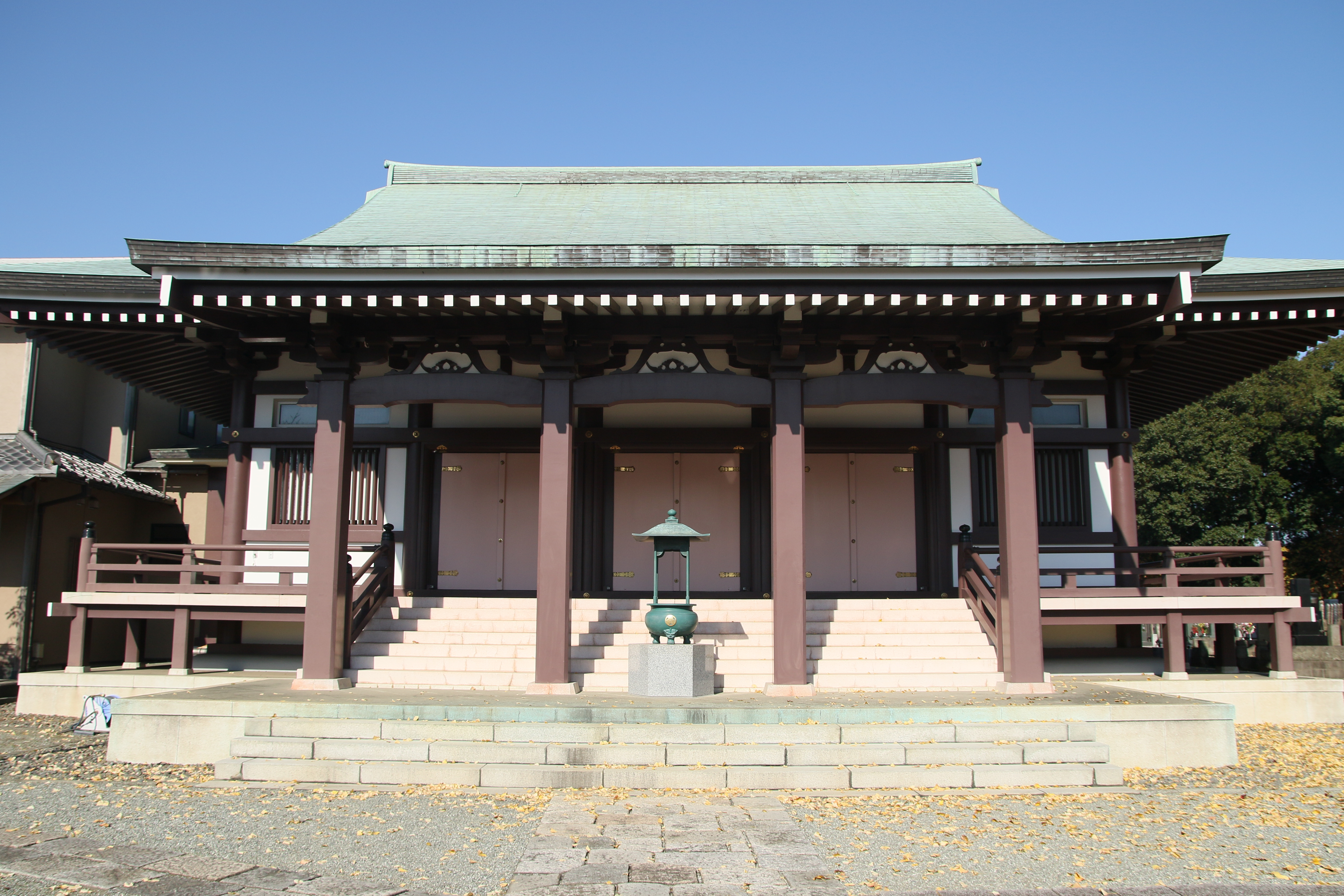
本堂
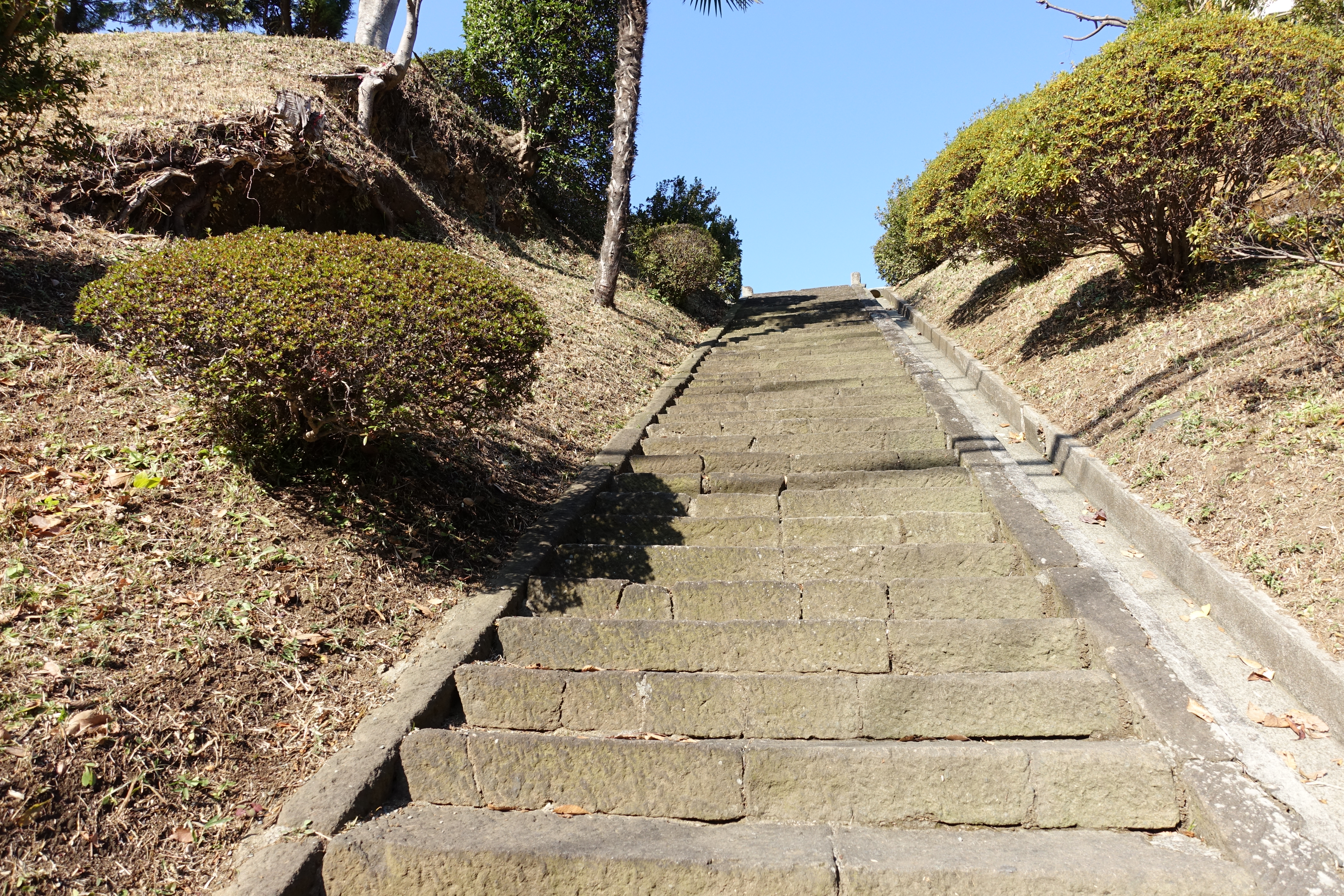
本堂参道
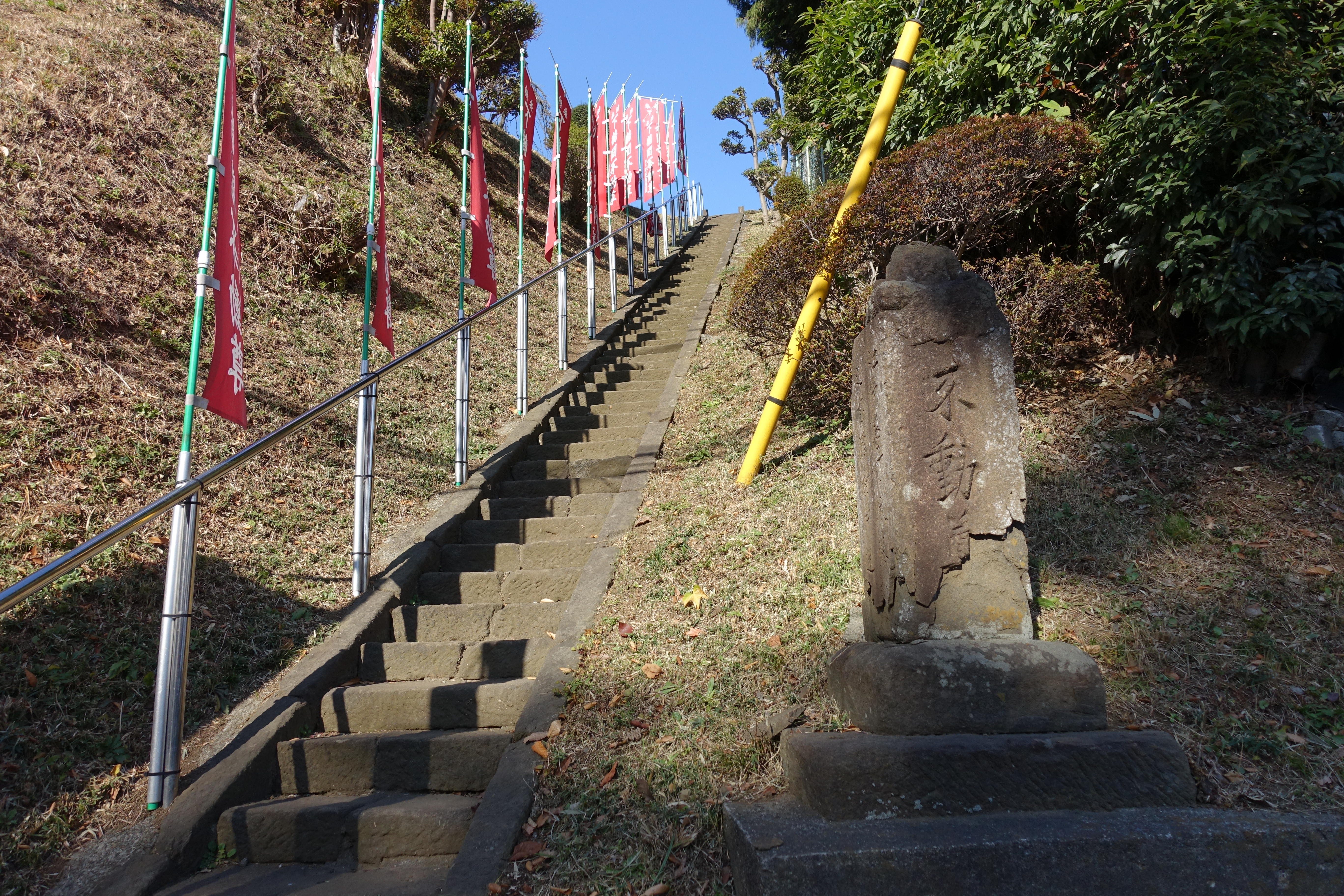
不動明王参道
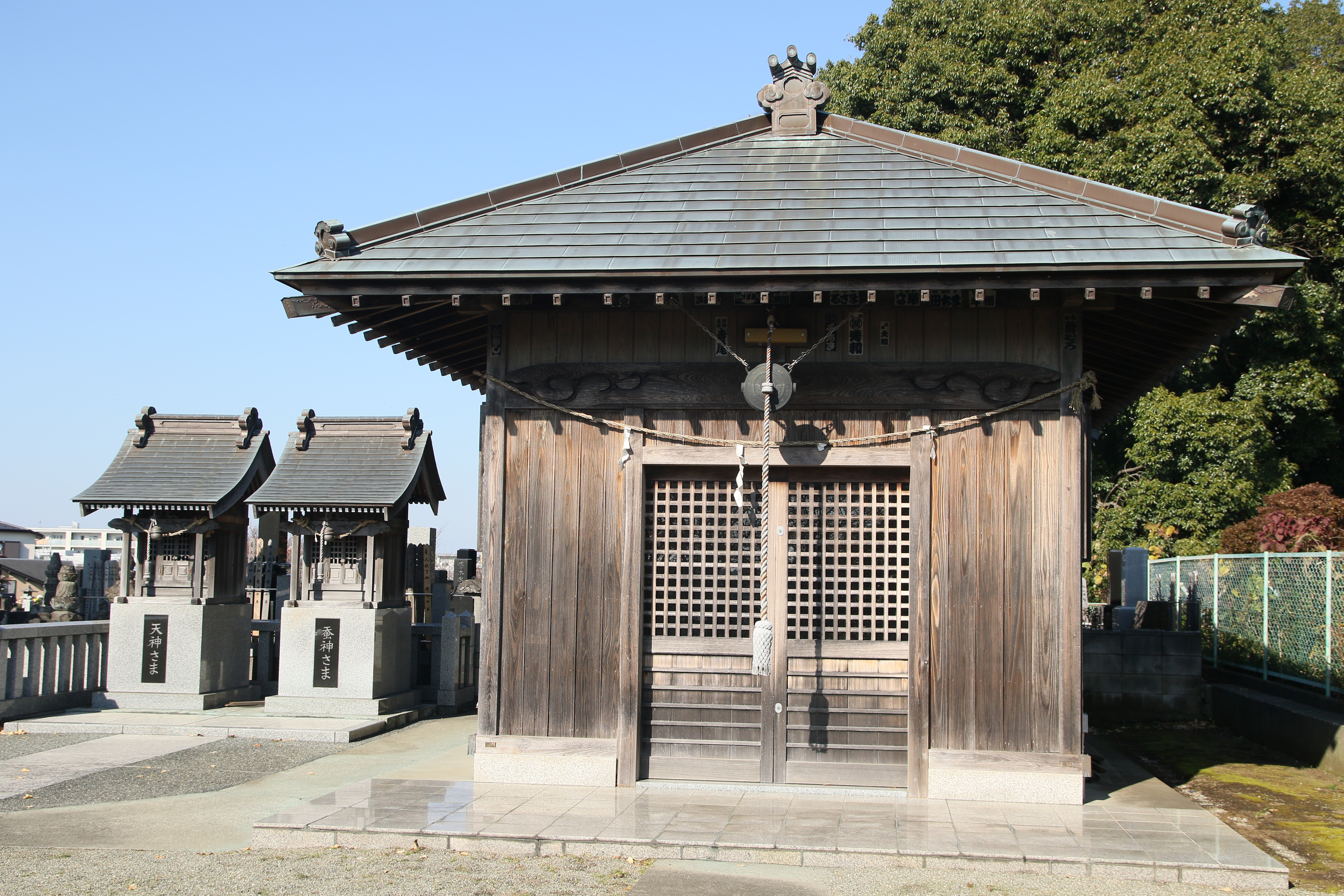
左から天神、蚕神、不動堂
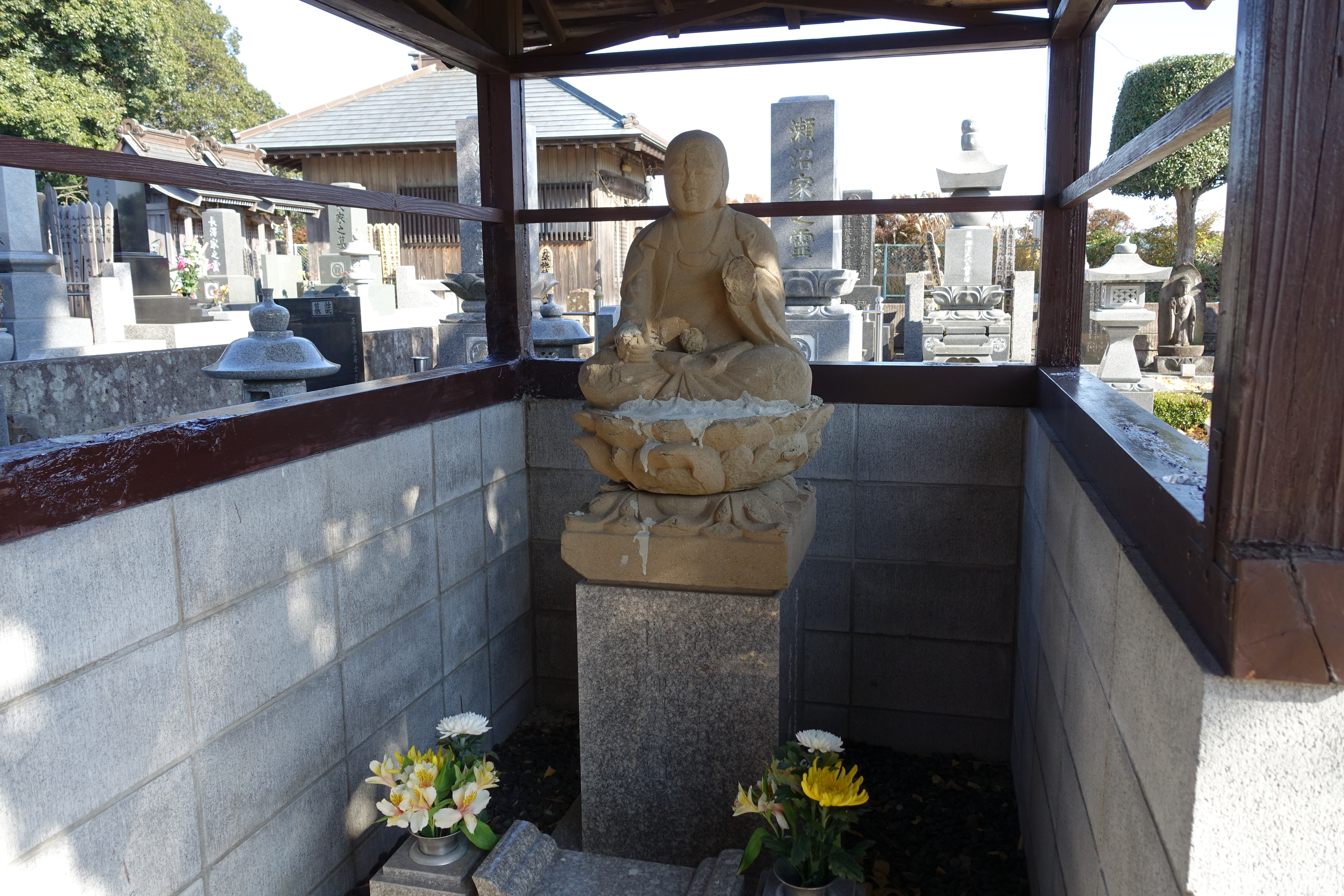
生地蔵
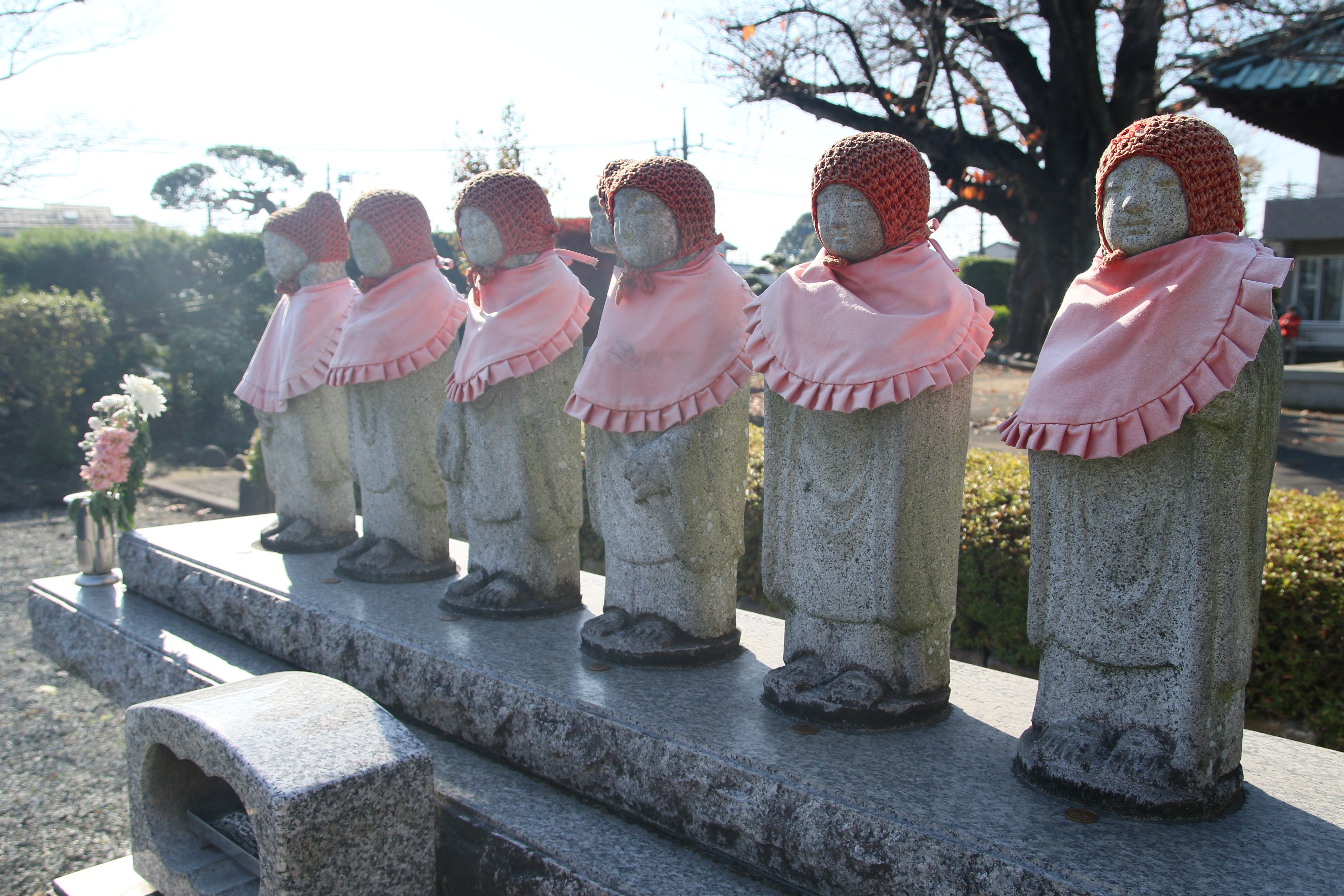
六地蔵
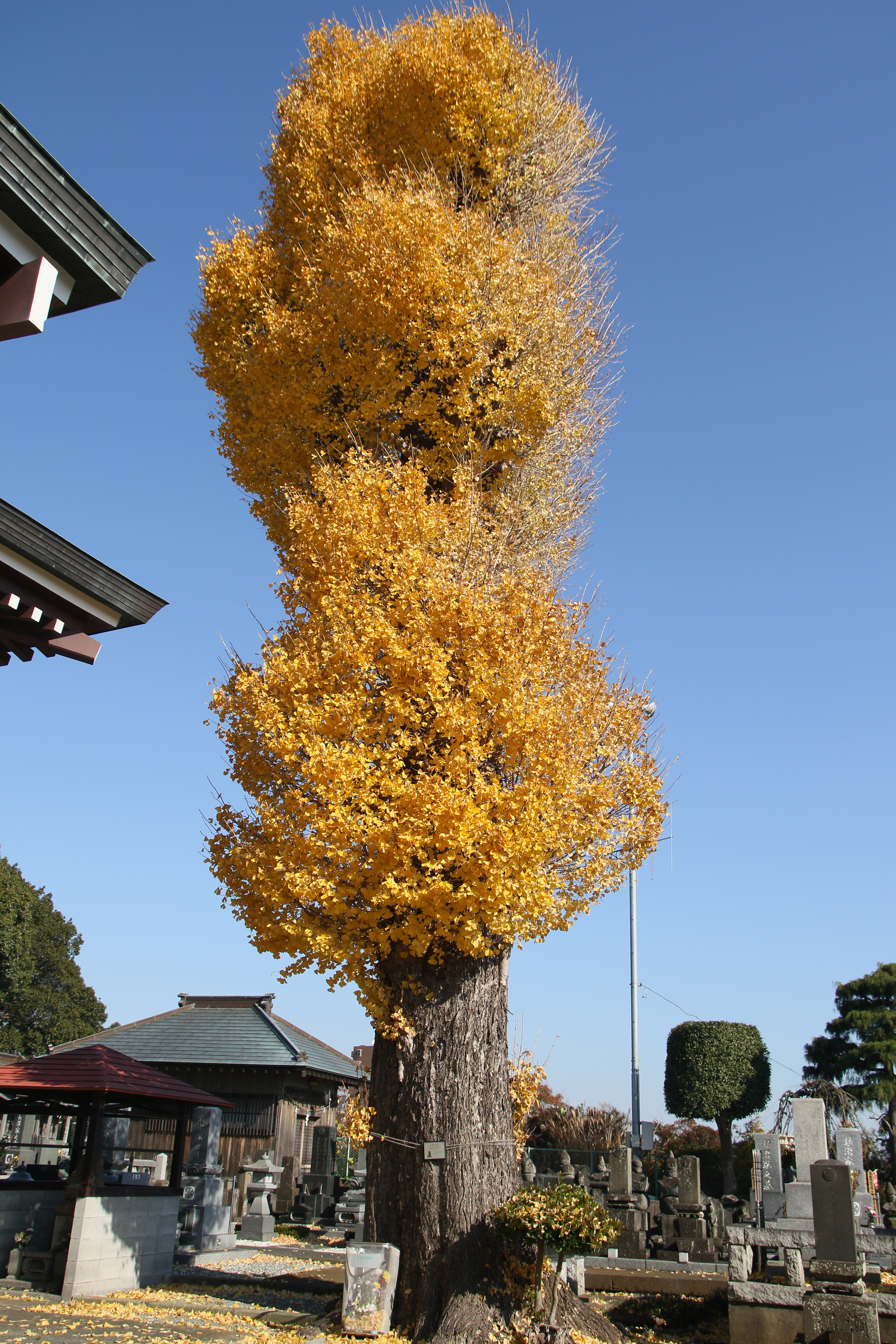
イチョウの木
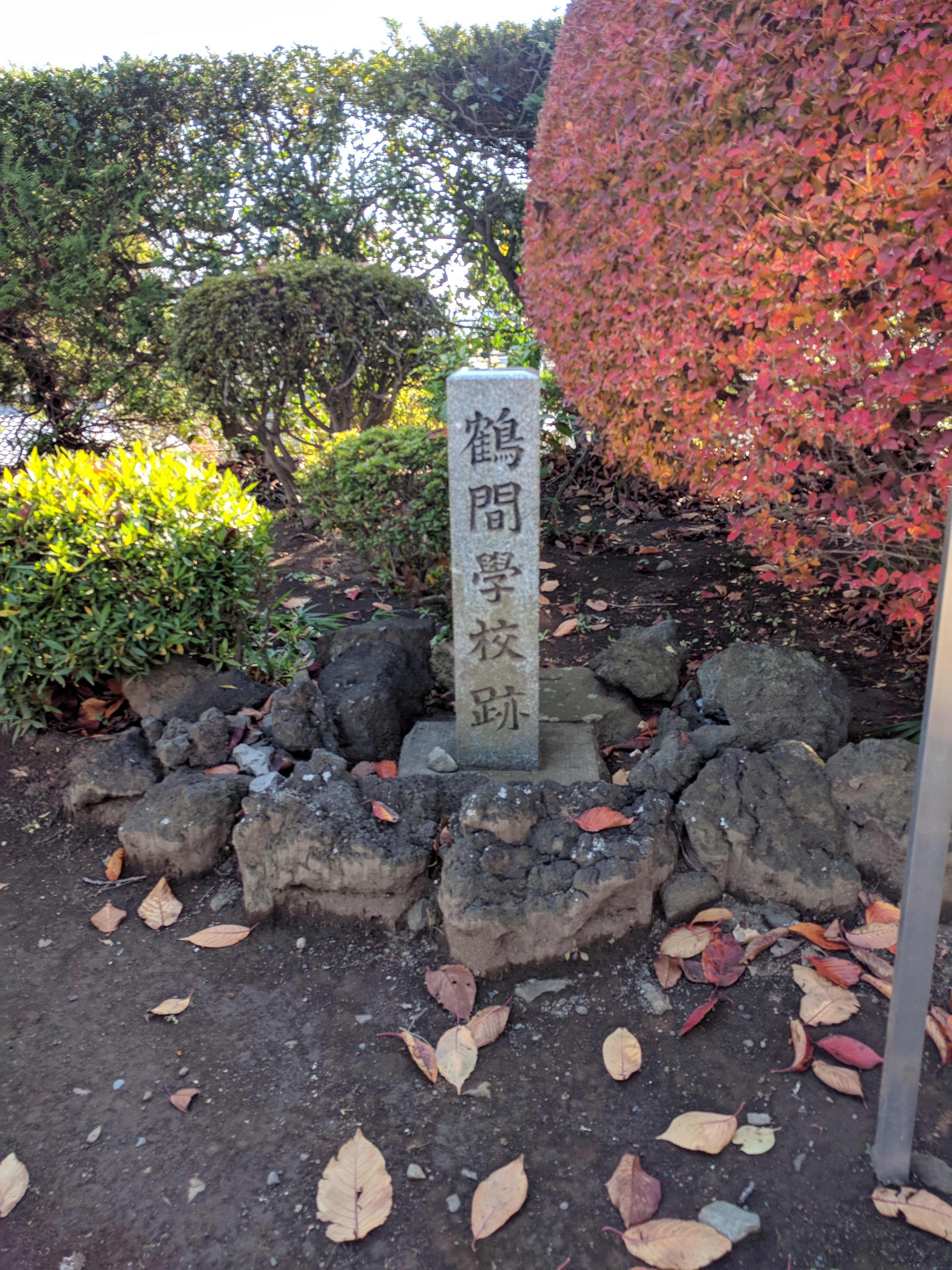
鶴間学校跡の碑

## 交通アクセス
所在地
- 神奈川県大和市下鶴間1938番地[1]

交通
- 小田急線 鶴間駅下車 徒歩約25分[22]